# 法雲寺 (兵庫県上郡町)
法雲寺（ほううんじ）は、兵庫県赤穂郡上郡町にある臨済宗相国寺派の寺院。山号は金華山。本尊は釈迦如来。

## 歴史
この寺は、南北朝時代の建武年間（1334年 - 1338年）に、赤松則村（円心）を開基とし雪村友梅を開山に招請して創建されたと伝えられる。以後、赤松氏の菩提寺であった。康暦2年（1380年）に汝霖良佐を住持として迎える。また、1454年には室町幕府に反乱を起こして山名宗全に敗死した赤松則尚の首実検が法雲寺で執り行われた。
また『扶桑五山記二　日本諸寺次位』の応永17年（1410年 ）2月28日の「十刹位次」の項に、全国の諸寺院とともに「法雲寺　播州　金華山　開山雪村和上宝覚禅師」の記載があり、
五山に次ぐ十刹に列せられていた。（ただし、この時期の十刹の実数は十ヶ寺ではなく、それ以上である。）

## 文化財

### 県天然記念物
- ビャクシン - 推定樹齢700年・樹高33.5m・最長幹周9.83m。日本最大級であり、兵庫県指定の天然記念物である。

## 伽藍
- 本堂
- 禅堂（坐禅堂並びに開山堂） - 平成18年（2006年）秋に竣工し、平成19年（2007年）春に落慶。20人以上が同時に坐禅ができるほか、開山の雪村友梅像を安置する。

## アクセス
- 山陽本線上郡駅より智頭急行にのりかえ、苔縄駅下車。徒歩5分。